# 王敦裕
王敦裕（1027年—1065年），辽朝官员，原籍太原祁县，唐朝宰相王珪的后裔，王子贞的长子。
王敦裕远祖王经是唐朝知蓟州尚武军州事，因事入朝，其弟王绍权知蓟州尚武军州事。和燕王刘仁恭交兵多年，战败后投靠耶律阿保机。天赞元年，攻克蓟州，擒获刺史胡琼。耶律德光即位后，任命他为淳和守正佐理功臣、开府仪同三司、门下平章事、监修国史、齐国公。在建州营建私第。王敦裕的父亲王子贞，官至殿中少监同知兴中府亚尹。母亲鲜于氏，是燕京酒坊使鲜于兖的幼女，授为东海县君。
王敦裕中进士乙科。有才干，出任平州辽兴军观察判官。咸雍元年（1065年），在惠州东北行在所病故，时年三十九岁。其子冯氏，是中京度支使、左千牛卫上将军冯见善的长女。三子：王准、王矩、王迎桂。弟弟王用俊；王用儒，习进士业；王义常，出家。